# Lespugue
Lespugue (em occitano:  Era Espuga) é uma comuna francesa na região administrativa da Occitânia, no departamento do Alto Garona. Estende-se por uma área de 4.91 km², com 82 habitantes, segundo o censo de 2018, com uma densidade de 17 hab/km².